# Kwanŭm sa (Korea Południowa)
Kwanŭm sa (Klasztor [bodhisattwy] Awalokiteśwary, 관음사) – jeden z głównych klasztorów szkoły sŏn, największego koreańskiego zakonu chogye.

## Historia klasztoru
Klasztor położony jest na północno-wschodnim zboczu góry Halla na wyspie Czedżu. Został wybudowany w okresie pomiędzy 476 a 1005 rokiem.
Buddyzm na wyspie zamierał po wprowadzeniu antybuddyjskich rządów dynastii Chosŏn. Zniszczono wszystkie świątynie buddyjskie na wyspie. Klasztor upadał i ostatecznie został zamknięty w 1653 r. Pozostało zaledwie kilka pustelni. Oryginalny klasztor spalił się w 1909 roku. W 1912 roku został częściowo odbudowany przez mniszkę Anbong Ryeokwan.
Klasztor służył jako schronienie w czasie wypadków 3 kwietnia 1948, gdy ludzie (również kobiety i dzieci) ukryli się przez wojskami w budynkach klasztornych i wielu z nich zmarło z głodu i zimna.
Klasztor odrestaurowano w 1963 roku, aby przywrócić buddyzm na wyspie. W 2008 roku przy wejściu postawiono wielki posąg Buddy.
Obecnie klasztor znajduje się na terenie Parku Narodowego góry Halla.
Jest jednym z głównych klasztorów chogye i administruje prawie 40 innymi klasztorami.

## Adres klasztoru
- 387, Ara-dong, Jeju, Jeju-do 690-121, Korea Południowa

## Ciekawe obiekty
- Posągi 1000 arhatów